# Mihail Alexandrov
Mihail Plamenov Alexandrov (Bulgaars: Михаил Пламенов Александров) (Sofia, 9 april 1985) is een Bulgaars-Amerikaanse voormalig zwemmer. Hij vertegenwoordigde Bulgarije op de Olympische Zomerspelen 2004 in Athene en de Olympische Zomerspelen 2008 in Peking.

## Carrière
Bij zijn internationale debuut, op de Europese kampioenschappen kortebaanzwemmen 2002 in Riesa, eindigde Alexandrov als achtste op de 400 meter wisselslag, op zowel de 200 meter schoolslag als de 200 meter wisselslag strandde hij in de series.
Tijdens de wereldkampioenschappen zwemmen 2003 in Barcelona werd hij op al zijn afstanden uitgeschakeld in de series. Op de Europese kampioenschappen kortebaanzwemmen 2003 in Dublin eindigde Alexandrov als zevende op de 200 meter schoolslag, op zijn overige afstanden strandde hij in de series.
In Madrid nam hij deel aan de Europese kampioenschappen zwemmen 2004. Op dit toernooi werd hij uitgeschakeld in de halve finales van zowel de 200 meter schoolslag als de 200 meter wisselslag, op zijn andere afstanden waren de series zijn eindstation. Tijdens de Olympische Zomerspelen van 2004 in Athene werd Alexandrov op alle afstanden waaraan hij deelnam uitgeschakeld in de series. Op de wereldkampioenschappen kortebaanzwemmen 2004 in Indianapolis eindigde hij als vijfde op de 100 meter schoolslag, als zesde op de 100 meter wisselslag en als zevende op zowel de 50 meter schoolslag als de 400 meter wisselslag.

### 2005-2008
In Montreal nam Alexandrov deel aan de wereldkampioenschappen zwemmen 2005. Op dit toernooi strandde hij in de halve finales van de 200 meter wisselslag, op alle overige afstanden waarop hij van start ging werd hij uitgeschakeld in de series. Tijdens de Europese kampioenschappen kortebaanzwemmen 2005 in Triëst eindigde hij als vijfde op de 200 meter schoolslag en als zesde op de 400 meter wisselslag.
Op de wereldkampioenschappen kortebaanzwemmen 2006 in Shanghai eindigde Alexandrov als vierde op de 200 meter schoolslag en als zevende op de 50 meter schoolslag, op de 100 meter schoolslag strandde hij in de halve finales. In Boedapest nam hij deel aan de Europese kampioenschappen zwemmen 2010. Op dit toernooi werd hij uitgeschakeld in de halve finales van zowel de 50 en de 200 meter schoolslag als de 200 meter wisselslag, op de 100 meter schoolslag en de 400 meter wisselslag strandde hij in de series.
Tijdens de wereldkampioenschappen zwemmen 2007 in Melbourne eindigde Alexandrov als zevende op de 100 meter schoolslag, daarnaast werd hij uitgeschakeld in de halve finales van de 200 meter wisselslag. Op alle andere afstanden waarop hij van start ging strandde hij in de series. Op de Europese kampioenschappen kortebaanzwemmen 2007 in Debrecen veroverde hij de bronzen medaille op zowel de 100 als de 200 meter schoolslag, op de 4x50 meter vrije slag werd hij samen met Raichin Antonov, Georgi Palazov en Aleksandar Nikolov uitgeschakeld in de series.
In Manchester nam Alexandrov deel aan de wereldkampioenschappen kortebaanzwemmen 2008. Op dit toernooi eindigde hij als vijfde op de 200 meter schoolslag, daarnaast strandde hij in de halve finales van de 100 meter schoolslag en in de series van zowel de 200 als de 400 meter wisselslag. Tijdens de Olympische Zomerspelen van 2008 in Peking werd hij uitgeschakeld in de halve finales van 100 meter schoolslag en in de series van zowel de 200 meter schoolslag als de 200 meter wisselslag.

### Overstap naar de Verenigde Staten
In 2009 wisselde Alexandrov zijn (sport)nationaliteit van Bulgaars naar Amerikaans, waardoor hij in 2009 niet aan internationale toernooien kon deelnemen. Tijdens de Pan Pacific kampioenschappen zwemmen 2010 in Irvine debuteerde hij voor de Verenigde Staten met een achtste plaats op de 50 meter schoolslag en een negende plaats op de 100 meter schoolslag. Op de wereldkampioenschappen kortebaanzwemmen 2010 in Dubai eindigde Alexandrov als vierde op de 100 meter schoolslag en als vijfde op de 50 meter schoolslag, samen met Nick Thoman, Ryan Lochte en Garrett Weber-Gale sleepte hij de wereldtitel in de wacht op de 4x100 meter wisselslag.
In Shanghai nam de Amerikaan deel aan de wereldkampioenschappen zwemmen 2011, op dit toernooi strandde hij in de series van de 100 meter schoolslag.
Tijdens de wereldkampioenschappen kortebaanzwemmen 2012 in Istanboel eindigde Alexandrov als vijfde op de 100 meter schoolslag, op de 50 meter schoolslag werd hij uitgeschakeld in de halve finales. Op de 4x100 meter wisselslag zwom hij samen met Ryan Murphy, Thomas Shields en Anthony Ervin in de series, in de finale veroverde Shields samen met Matt Grevers, Kevin Cordes en Ryan Lochte de wereldtitel. Voor zijn aandeel in de series ontving Alexandrov de gouden medaille.

### Geschorst wegens dopinggebruik
Op 6 maart 2018 maakte het United States Anti-Doping Agency bekend dat Alexandrov op 4 juni 2017 werd betrapt op het gebruik van benzoylecgonine en methylecgonine. Alexandrov werd voor 1 jaar geschorst en dit vanaf 24 augustus 2017.

## Internationale toernooien

### Namens Bulgarije
| Jaar | Olympische Spelen                                           | WK langebaan | WK kortebaan | EK langebaan                                                                                       | EK kortebaan                                                                   |
| ---- | ----------------------------------------------------------- | --- | --- | -------------------------------------------------------------------------------------------------- | ------------------------------------------------------------------------------ |
| 2002 |                                                             | | geen deelname                                                                                                   | geen deelname                                                                                      | 12e 200m schoolslag 18e 200m wisselslag 8e 400m wisselslag                     |
| 2003 |                                                             | 41e 200m vrije slag 31e 200m schoolslag 28e 200m wisselslag 38e 400m wisselslag                                        | | | 20e 100m schoolslag 7e 200m schoolslag 16e 200m wisselslag 24e 400m wisselslag |
| 2004 | 31e 200m vrije slag 28e 200m schoolslag 18e 200m wisselslag | | 13e 200m vrije slag 20e 200m rugslag 7e 50m schoolslag 5e 100m schoolslag 6e 100m wisselslag 7e 400m wisselslag | 19e 50m schoolslag 21e 100m schoolslag 15e 200m schoolslag 14e 200m wisselslag 24e 400m wisselslag | geen deelname                                                                  |
| 2005 |                                                             | 39e 200m vrije slag 17e 50m schoolslag 27e 100m schoolslag 17e 200m schoolslag 11e 200m wisselslag 18e 400m wisselslag | | | 5e 200m schoolslag 6e 400m wisselslag                                          |
| 2006 |                                                             | | 7e 50m schoolslag 11e 100m schoolslag 4e 200m schoolslag                                                        | 12e 50m schoolslag 35e 100m schoolslag 10e 200m schoolslag 10e 200m wisselslag 16e 400m wisselslag | geen deelname                                                                  |
| 2007 |                                                             | 18e 50m schoolslag 7e 100m schoolslag 19e 200m schoolslag 12e 200m wisselslag 17e 400m wisselslag                      | | | 100m schoolslag · 200m schoolslag · 12e 4x50m vrije slag                       |
| 2008 | 11e 100m schoolslag 24e 200m schoolslag 20e 200m wisselslag | | 9e 100m schoolslag 5e 200m schoolslag 14e 200m wisselslag 10e 400m wisselslag                                   | geen deelname                                                                                      | geen deelname                                                                  |

### Namens de Verenigde Staten
| Jaar | Olympische Spelen | WK langebaan        | WK kortebaan                                                                                 | PanPacs                                                    | Pan-Ams       |
| ---- | ----------------- | ------------------- | -------------------------------------------------------------------------------------------- | ---------------------------------------------------------- | ------------- |
| 2010 |                   |                     | 5e 50m schoolslag · 4e 100m schoolslag · 4x100m wisselslag                                   | 8e 50m schoolslag 9e 100m schoolslag serie 200m schoolslag |               |
| 2011 |                   | 25e 100m schoolslag |                                                                                              |                                                            | geen deelname |
| 2012 | geen deelname     |                     | 9e 50m schoolslag · 5e 100m schoolslag · 4x100m wisselslag · Alexandrov zwom enkel de series |                                                            |               |
| 2013 |                   | geen deelname       |                                                                                              |                                                            |               |
| 2014 |                   |                     | geen deelname                                                                                | geen deelname                                              |               |
| 2015 |                   | geen deelname       |                                                                                              |                                                            | geen deelname |
| 2016 | geen deelname     |                     | geen deelname                                                                                |                                                            |               |
| 2017 |                   | geen deelname       |                                                                                              |                                                            |               |

## Persoonlijke records
Bijgewerkt tot en met 14 juni 2016
Kortebaan
| Afstand         | Tijd    | Datum            | Plaats     |
| --------------- | ------- | ---------------- | ---------- |
| 50m schoolslag  | 26,44   | 19 december 2010 | Dubai      |
| 100m schoolslag | 57,16   | 19 december 2009 | Manchester |
| 200m schoolslag | 2.03,72 | 18 december 2009 | Manchester |

Langebaan
| Afstand         | Tijd    | Datum            | Plaats       |
| --------------- | ------- | ---------------- | ------------ |
| 50m schoolslag  | 27,53   | 27 juni 2013     | Indianapolis |
| 100m schoolslag | 1.00,03 | 10 augustus 2012 | Indianapolis |
| 200m schoolslag | 2.11,62 | 8 augustus 2012  | Indianapolis |